# Henri Laudier
Henri Laudier, né le 20 février 1878 à Vierzon (Cher) et mort le 10 octobre 1943 à Bourges (Cher), est un homme politique français.

## Biographie
Maire socialiste de Bourges 1919 à 1943, conseiller général du canton de la Guerche-sur-l'Aubois de 1910 à 1919 puis ultérieurement du canton de Bourges de 1934 à 1940, Henri Laudier est député du Cher de 1919 à 1924, puis sénateur du Cher de 1930 à 1940.
Robert Verglas était le Secrétaire Général de la Mairie à partir de 1937

## Sources
- « Henri Laudier », dans le Dictionnaire des parlementaires français (1889-1940), sous la direction de Jean Jolly, PUF, 1960 [détail de l’édition]
- Henri Laudier, Maire de Bourges de 1919 à 1943 Encyclopédie de Bourges https://www.encyclopedie-bourges.com/laudier.htm]